# Dmytro Bulatov
Dmytro Serhijovitj Bulatov (ukrainska: Дмитро Сергійович Булатов) född 13 augusti 1978, Kiev, Ukrainska SSR, Sovjetunionen, är en ukrainsk aktivist och politiker och sedan 27 februari 2012 tillförordnad ungdoms- och idrottsminister i Ukraina.
Bulatov försvann 22 januari 2014 och hittates illa misshandlad i en by utanför Kiev. Han var under oroligheterna i Kiev 2013-14 ledargestalten i den oppositionella gruppen Avtomajdan. Han sa sig ha fått fingernaglar utdragna och ett öra avskuret av sina kidnappare, som enligt Bulatov hade kidnappad, korsfäst och svårt torterad honom och sedan lämnads att dö i kylan efter åtta dygn. I en intervju med den ukrainska tv-kanalen Kanal 5 framträde han med svullet ansikte, täckt av sår. Bulatov lämnade Ukraina 2 februari för att få vård i Litauen. Han reste bara några timmar efter det att en domstol beslutat att han kunde lämna landet, trots att han är misstänkt för brott i samband med protesterna i Kiev.
Efter maktskiftet i februari 2014 blev Bulatov en av de tre representanter för demonstranterna som fik plats i den nya interimsregering som ungdoms- och idrottsminister.
Bulatov påstås ha förbindelse till den Ukrainska Nationalförsamlingen - Ukrainska Nationella Självförsvaretet (UNA-UNSO), en paramilitär grupp som klär sig i uniformer i samma design som på Adolf Hitlers Waffen SS, och vars medlemmar skryter med att de kämpade mot Ryssland i Tjetjenien, Georgien och Afghanistan.